# Matias Abisab
Matías Alberto Abisab Gutiérrez (Montevideo, 10 settembre 1993) è un calciatore uruguaiano, centrocampista del Blooming.

## Palmarès

### Competizioni nazionali
- Segunda División peruviana: 1

Cusco: 2022